# Griego póntico
El póntico (en griego: Ποντιακή διάλεκτο, Ποντιακή γλώσσα o, simplemente, Ποντιακά; en latín: Lingua Pontica, o Dialectus Pontica) es un dialecto del griego originario del Ponto, región histórica que actualmente corresponde a gran parte de la costa nordeste de Turquía en la ribera del mar Negro. Actualmente la mayoría de sus hablantes, denominados griegos pónticos, están en Grecia. El póntico deriva del griego ático a través de la koiné, y ha recibido fuertes influencias del turco, y menores del persa y varias lenguas caucásicas.

## Denominaciones
El póntico ha tenido gran cantidad de denominaciones históricas; sus hablantes se suelen referir a ella como ρωμαίικα (romæika), es decir, «romano» o ποντιακά (pontiaká), «póntico». En turco la denominan rumca o trabzon rumcasi («romano [de Trebisonda]»). En algunas encuestas realizadas en Turquía se la ha denominado latince (o sea, «latín»), pontosca («póntico») e incluso lazca («laz», por confusión con la lengua de los lazes).

## Historia
Aunque la presencia griega en esta zona data de antiguo (ya se mencionan territorios que podrían pertenecer al Ponto en la leyenda de Jasón y los Argonautas), los orígenes del póntico, como los de todas las lenguas/dialectos griegos modernos exceptuando el tsakonio y, posiblemente, los dialectos griegos de la Italia meridional, están en la koiné, el griego ‘común’ basado en el dialecto ateniense y difundido por el imperio helenístico de Alejandro Magno. El griego siempre convivió con las lenguas de la zona, como el laz, de origen caucásico. 
Durante la Edad Media la zona inicialmente perteneció al Imperio bizantino, para independizarse bajo el dominio de los Comneno y formar el pequeño, aunque duradero, Imperio de Trebisonda, cuya lengua administrativa era el griego bizantino. El Imperio de Trebisonda fue el último estado griego bizantino en caer bajo el dominio otomano, ya que su capital fue conquistada en 1461, ocho años después de Constantinopla. En un proceso paulatino que tuvo lugar principalmente entre los siglos XVI y XVII la inmensa mayoría de la población de la costa del mar Negro se convirtió al Islam. Mientras que en el resto de Anatolia la asimilación lingüística fue mayor y más rápida, el proceso de adopción del turco como lengua mayoritaria fue lento en el Ponto. Aún en el siglo XVIII, se cita la existencia de comunidades grecoparlantes (muy menguadas) en zonas occidentales del mar Negro.
El intercambio de población entre los ortodoxos griegos y musulmanes turcos, que tuvo lugar entre 1919 y 1921, y el sistema educativo de la nueva república de Turquía, que únicamente admitía el turco como lengua vehicular, debilitaron al póntico.

### Estatus oficial
El póntico no tiene estatus oficial. Entre 1917 y 1919 estuvo destinado a convertirse en el idioma oficial de la propuesta República del Ponto. Históricamente, fue la lengua de facto de la minoría griega de la URSS, aunque en la Πανσυνδεσμιακή Σύσκεψη (Congreso de todas las Asociaciones) de 1926, organizado por la intelligentsia greco-rusa, se decidió que el demótico sería el idioma oficial de la comunidad.

## Distribución geográfica
Aunque el póntico es originario de las costas meridionales del mar Negro, un gran número de sus hablantes emigraron a las costas orientales y septentrionales (dentro del Imperio ruso durante los siglos XVIII y XIX). El póntico todavía se habla en Ucrania, Rusia (alrededor de Stávropol) y Georgia, y tuvo cierto uso como medio literario desde la década de 1930, destacando una gramática escolar. Después del genocidio griego, la gran mayoría de los hablantes que quedaban en Asia Menor fueron sujetos al Tratado de Lausana, y se asentaron en Grecia (principalmente en el norte). Los habitantes del valle de Of, que se habían convertido al islam durante el siglo XVII, permanecieron en Turquía. A día de hoy siguen hablando póntico, al que llaman rumca. El libro Pontos Kültürü (1996) de Ömer Asan da más información sobre la comunidad de hablantes de póntico de Turquía. En Grecia, el póntico se usa actualmente más como lengua emblemática que como medio de comunicación.
- Grecia ~200,000 hablantes (2001):[1]

principalmente en Macedonia (Oriental, Central y Occidental
- Turquía 4,540 hablantes:[6]
  - Tonya: (17 localidades)
  - Sürmene: (6 localidades)
  - Dernekpazarı: (13 localidades)
  - Çaykara: varias localidades
  - Maçka: sin información
  - Torul-ardasa, Yağlıdere-kromni, Santa, Imera: ninguna localidad
  - Rize İkizdere : (21 localidades)

El póntico está íntimamente relacionado con el capadocio y el griego hablado en Mariupolis (y antiguamente en Crimea, Ucrania).

## Dialectos
| Koiné Póntico | Capadocio |

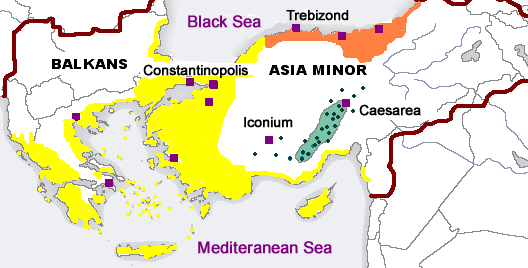
Distribución de los dialectos griegos del Imperio bizantino entre los siglos XII y XV.
Koiné
Póntico
Capadocio

El lingüista griego Manolis Triantafilídis ha dividido el póntico en dos grupos:
- Grupo occidental (Oinountíaco/Niotiká) alrededor Oenoe/Ünye.
- Grupo oriental 
  - subgrupo costero (Trapezuntíaco) alrededor de Trebisonda,
  - subgrupo interior (Jaldío) en Jaldía (alrededor de Gümüşhane — Kanin en póntico), en las áreas circundantes (Kelkit, Bayburt, etc.) y alrededor de Ordu.

Los hablantes de jaldío eran los más numerosos. En fonología, algunas variedades del póntico parecen mostrar armonía vocálica, característica propia del turco.

## Sistemas de escritura
El póntico se escribe en Grecia con la ortografía histórica griega, con los diacríticos: σ̌ ζ̌ ξ̌ ψ̌ para /ʃ ʒ kʃ pʃ/ y α̈ ο̈ para [æ ø] (fonológicamente /ia io/). El póntico se escribe en Turquía con el alfabeto latino siguiendo las convenciones turcas, y en Rusia con alfabeto cirílico. En los primeros momentos de la URSS el póntico se escribía con el alfabeto griego de manera fonética, tal y como aparece abajo, usando dígrafos en vez de diacríticos; [æ ø] se escribían como ια, ιο. La Wikipedia póntica usa el alfabeto griego: ha adoptado las formas εα, εο para esas vocales a fin de evitar conflictos con las terminaciones ια, ιο del griego moderno, y usa los díagrafos del sistema soviético en vez de los diacríticos, pero en todo lo demás sigue la ortografía histórica.
| Alfabeto griego | Alfabeto turco | Alfabeto cirílico | AFI     | Ejemplo                             |
| --------------- | -------------- | ----------------- | ------- | ----------------------------------- |
| Α α             | A a            | А а               | [a]     | ρομεικα, romeyika, ромейика         |
| Β β             | V v            | В в               | [v]     | κατιβενο, kativeno, кативено        |
| Γ γ             | Ğ ğ            | Г г               | [ɣ] [ʝ] | γανεβο, ğanevo, ганево              |
| Δ δ             | DH dh          | Д д               | [ð]     | δοντι, dhonti, донти                |
| Ε ε             | E e            | Е е               | [e]     | εγαπεςα, eğapesa, егапеса           |
| Ζ ζ             | Z z            | З з               | [z]     | ζαντος, zantos, зантос              |
| ΖΖ ζζ           | J j            | Ж ж               | [ʒ]     | πυρζζυας, burjuvas, буржуас         |
| Θ θ             | TH th          | С с, Ф ф, Т т     | [θ]     | θεκο, theko, теко                   |
| Ι ι             | İ i            | И и               | [i]     | τοςπιτοπον, tospitopon, тоспитопон  |
| Κ κ             | K k            | К к               | [k]     | καλατζεμαν, kalaceman, калачеман    |
| Λ λ             | L l            | Л л               | [l]     | λαλια, lalia, лалиа                 |
| Μ μ             | M m            | М м               | [m]     | μανα, mana, мана                    |
| Ν ν             | N n            | Н н               | [n]     | ολιγον, oliğоn, олигон              |
| Ο ο             | O o            | О о               | [o]     | τεμετερον, temeteron, теметерон     |
| Π π             | P p            | П п               | [p]     | εγαπεςα, eğapesa, егапеса           |
| Ρ ρ             | R r            | Р р               | [ɾ]     | ρομεικα, romeyika, ромейка          |
| Σ ς             | S s            | С с               | [s]     | καλατζεπςον, kalacepson, калачепсон |
| ΣΣ ςς           | Ş ş            | Ш ш               | [ʃ]     | ςςερι, şeri, шери                   |
| Τ τ             | T t            | Т т               | [t]     | νοςτιμεςα, nostimesa, ностимеса     |
| ΤΖ τζ           | C c            | Ч ч               | [ʤ]     | καλατζεμαν, kalaceman, калачеман    |
| ΤΣ τς           | Ç ç            | Ц ц               | [tʃ]    | μανιτςα, maniça, маница             |
| Υ υ             | U u            | У у               | [u]     | νυς, nus, нус                       |
| Φ φ             | F f            | Ф ф               | [f]     | εμορφα, emorfa, эморфа              |
| Χ χ             | H, KH (sert H) | Х х               | [x]     | χαςον, hason, хасон                 |

## Características
El póntico se caracteriza por su fuerte arcaísmo. Es el único dialecto griego moderno que conserva el prefijo negativo «u». Además en algunas palabras, la antigua /e:/, transcrita como η se pronuncia como /e/, y no como /i/, que es la pronunciación común en todos los demás dialectos griegos modernos; y en alguna palabra la antigua /ü/, representada por υ, se pronuncia como /u/, y no como /i/, como en los demás dialectos, exceptuando el antiguo dialecto ateniense, aún hablado por algunos ancianos en Megara.
Asimismo, ha sido muy permeable a la influencia de lenguas vecinas tales como el turco y el laz (una lengua caucásica hablada en la misma zona); aparte de adoptar fonemas propios de estas ha tomado una gran cantidad de vocabulario, además de influir estas lenguas incluso en su sintaxis.
Cabe notar que, en el póntico de Turquía, la mayoría de los números, especialmente los más altos, se dicen en turco. Este hecho se puede explicar por el analfabetismo reinante antiguamente en las aldeas.

### Rasgos evolutivos
El póntico tiene varios rasgos evolutivos propios en relación con el griego clásico, tanto de tipo fonético como morfológico y sintaxis. La siguiente es una breve lista que compara y contrasta las formas pónticas con las clásicas. Los ejemplos en póntico están en su mayoría escritos en alfabeto latino y deben leerse según las convenciones turcas, mientras que las formas clásicas deben leerse según las convenciones del griego clásico:
- 1. Adición del sonido /e/ al sufijo de infinitivo clásico –ειν (en póntico trapezuntíaco)

| PÓNTICA    | CLÁSICA   |
| ipíne      | εἰπεῖν    |
| pathíne    | παθεῖν    |
| apothaníne | ἀποθανεῖν |
| piíne      | πιεῖν     |
| iδíne      | εἰδεῖν    |
| fiíne      | φυγεῖν    |
| evríne     | εὑρεῖν    |
| kamíne     | καμεῖν    |
| faíne      | φαγεῖν    |
| mathíne    | μαθεῖν    |
| erthéane   | ἐλθεῖν    |
| meníne     | μένειν    |

- 2. Sufijo de infinitivo similar al clásico -ηναι

| PÓNTICA    | CLÁSICA     |
| anevίne    | ἀναβῆναι    |
| katevine   | καταβῆναι   |
| embine     | ἐμβῆναι     |
| evjine     | ἐκβῆναι     |
| epiδeavine | ἀποδιαβῆναι |
| kimethine  | κοιμηθῆναι  |
| xtipethine | κτυπηθῆναι  |
| evrethine  | εὑρεθῆναι   |
| vrasine    | βραχῆναι    |
| raine      | ῥαγῆναι     |

- 3. El sufijo de primer aoristo clásico -αι ha sido sustituido por el sufijo de segundo aoristo -ῆναι

| PÓNTICA  | CLÁSICA |
| κράξειν  | κράξαι  |
| μεθύσειν | μεθύσαι |

- 4. Adición del sonido /e/ al sufijo de infinitivo pasivo clásico –σειν

ράψεινε, κράξεινε, μεθύσεινε, καλέσεινε, λαλήσεινε, κτυπήσεινε, καθίσεινε
- 5. Conservación del sufijo de aoristo –ka (–ka era también el sufijo de perfecto)

| PÓNTICA | CLÁSICA |
| eδoka   | ἔδωκα   |
| enδoka  | ἐνέδωκα |
| epika   | ἐποίηκα |
| efika   | ἀφῆκα   |
| ethika  | ἔθηκα   |

- 6. Evolución del infinitivo clásico en -εῖν al infinitivo póntico en –eane (-έανε)

| PÓNTICA  | CLÁSICA |
| erthéane | ἐλθεῖν  |

## Cultura

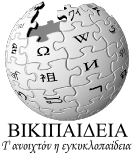
Logo de la Wikipedia en póntico.

El idioma tiene una rica tradición oral y un amplio folklore. Las canciones pónticas son particularmente populares en Grecia. También existe una limitada producción de literatura moderna en póntico, que va desde poesía (entre los autores más famosos se encuentra Kostas Diamantidis), novelas, y las traducciones de los cómics de Asterix.

### Ejemplos
Los siguientes cuatro versos son una canción póntica que el investigador Ömer Asan recopiló en Of-Erenköy, transmitida por Fuat Keskin (escrito con ortografía turca, léase la «c» como la «j» inglesa):
E patsi nto nistazis

Mel ce vutero stazis

Ela as horevume

Ise ti manas patsis
La traducción al español es:
Eh muchacha, que dormitas

viertes la miel y la manteca.

Ven y dancemos,

eres hija de tu madre.